# Chalcides mauritanicus
Chalcides mauritanicus (двопалий сцинк) — вид сцинкоподібних ящірок родини сцинкових (Scincidae). Мешкає в Марокко і Алжирі.

## Поширення і екологія
Двопалі сцинки мешкають на узбережжі Середземного моря на крайньому північному сході Марокко та на північному заході Алжиру. Вони живуть в прибережних піщаних районах, на висоті до 140 м над рівнем моря. Живородні.

## Збереження
МСОП класифікує цей вид як такий. що перебуває під загрозою зникнення. Chalcides mauritanicus загрожує знищення природного середовища.